# Jézus szíve templom (Székesfehérvár)
A székesfehérvári Jézus szíve templom (gyakran vízivárosi plébániatemplom vagy Rákóczi utcai templom) a város egyik különleges épülete, a székesfehérvári települési értéktár része. Különlegességét kialakításának köszönheti, mely egyedülállónak számít Magyarországon, ugyanis teljes egészében betonból készült. 1910–1911-ben szecessziós stílusban, közadakozásból épült. Megalkotói elismert székesfehérvári szakemberek, Fábián Gáspár építész és Bory Jenő építész, szobrász- és festőművész voltak.

## Története
A templom helyén eredetileg a vásárteret (Széna tér) határoló épületcsoport, a kisdedóvoda, az aggintézet és az árvaház (előbbi ma Mancz János Óvoda, utóbbi kettő Egyesített Szociális Intézmény néven működik) kápolnája állt a 19. század eleje óta. A kápolna olyan rossz állapotba került 1900-ra, hogy Bilkei Ferenc felsővárosi plébános elhatározta, helyére egy nagyobb, szebb templomot építtet. Bilkei több székesfehérvári építésszel is tárgyalt az ügyben, ám az építés előkészületeire létrejött bizottság egyik tervet sem találta kivitelezhetőnek. Ezután kérte fel Fábián Gáspárt és Bory Jenőt 1905-ben a tervek elkészítésére. Több tervrajz készült, és az építkezés anyagi forrásainak előteremtése is évekig tartott. A templom művezető építésze is Bory lett. A kivitelező a budapesti Magyar Beton és Vasbeton Építési Vállalat lett, és mivel a betonépítéssel kapcsolatban még kevés volt a tapasztalat, ezért a vállalat mindössze két év jótállást vállalt.
Az új templom megépítésére a terveket 1909-ben fogadták el. Mindkét építész székesfehérvári; Fábián szülővárosában és országszerte is tervezett számos épületet, de leginkább 25 évvel később a székesfehérvári Prohászka Ottokár-emléktemplom megrajzolásával bizonyította kiemelkedő tehetségét. Bory amellett, hogy építészként tevékenykedett, elismert szobrászművész, később egyetemi tanár és rektor volt, de elsősorban mégis a 20-as évektől készülő Bory-vár építőjeként ismert, mégpedig Európa-szerte. A templom megtervezésére tehetséges helyi szakembereket kért tehát föl az egyház és a város vezetősége.
Az ünnepélyes alapkőletételre 1910. április 10-én került sor. Augusztusban már álltak a falak és kész volt a kupola is, a felszentelés viszont még váratott magára, mivel a belső munkálatok pénz hiányában lassan haladtak. A templom a közadakozásoknak köszönhetően 1911 szeptemberére felszentelhető állapotba került. Az ünnepélyes felszentelést 17-én végezte el Prohászka Ottokár székesfehérvári megyés püspök az első mise koncelebrálásának keretében.
Elkészültekor Magyarország első vasbeton szerkezetű temploma megfelelt a kor minden technikai elvárásának. Az épület építészeti koncepcióját Fábián Gáspár álmodta meg, Bory a vasbeton szerkezeteket, köztük a nyolcszögű, bordákkal megerősített laternás betonkupolát tervezte és szobrászként közreműködött a templom díszítésében is: Bory munkája az eredetileg a főoltáron elhelyezett Madonna-szobor. A szecessziós hatású épület homlokzatát a korábbi építészeti stílusok rendkívüli formaismeretével bíró és azokat alkalmazó Fábián Gáspár tervezhette. A főbejárat feletti, Walther Gida által készített Krisztust ábrázoló szecessziós üvegmozaikok elpusztultak. 1923-ban a Felsővárosi egyházközség területéből lelkészséggé alakult Víziváros, majd 1928-ban megalakult az önálló egyházközség, melynek plébániatemploma lett. Első plébánosa Kocsis Lajos volt.
A templombelső freskóit Megyer-Meyer Antal festette 1926-ban. A második világháború itt sem múlt el nyom nélkül: a kupolán három nagyméretű belövés okozott kárt, az ablakok betörtek, az oratóriumok felett a tető beszakadt. 1945 októberére a templom ismét használható állapotba került, teljes felújítása 1961-ben fejeződött be. Ekkor teljesen felújították a kupolát, a befalazott ablakokat visszaállították, új szélfogó ajtót és áldoztatórácsot készítettek. A gyóntatószékeket a falba süllyesztették, Bory Jenő Madonna-szobrát a keresztelőfülkéből a szentély mellett kialakított falfülkébe helyezték át, az ablakok alatti égetettagyag stációk helyére Bicskei Karle János festménye került.
A templom a 60-as évek óta többször is felújításra került, utoljára 2010 körül renoválták.

## Leírása
Két oldalfülkével bővített, centrális, görögkereszt alaprajzú szecessziós épület, a bejárati rész fölött két harangtoronnyal. Az első vasbeton szerkezetű templom Magyarországon. Külsejét a kupola határozza meg, melynek tetején fémborítású laterna található. A laterna nem más, mint sokszög alaprajzú, ablakokkal megnyitott tornyocska, feladata, hogy a kupola belseje természetes megvilágítást kaphasson, emellett persze díszítőelemként is szolgál. Az ablakokat egyházi témájú üvegfestmények díszítik. A főbejárat fölött Krisztust ábrázoló mozaikkép található, föléje egy-egy félköríves záródású torony került, melyek sisakjai szintén vasbetonból készültek.
Bory 1935-ben így írt a kupoláról:
Ha vizsgálat tárgyává tesszük a székesfehérvári Jézus Szíve templom kupoláját, igen becses tapasztalatnak leszünk részesei. Maga a kupola két réteg deszka közé csömöszölve simítás nélküli 10 cm-es betonlemez. Áll 23 éve. A deszkázás nyomai ma is változatlanul láthatók rajta. (...) Örökre hordja nyomát, hogy deszkaágyon született; de felületén az elfogyásnak, lemállásnak alig van nyoma. (...) A betonnak itt tapasztalható viselkedése, a felület mállásának rendkívül csekély mértéke teszi reálissá a következtetést, hogy a jó kvarcbeton élettartamát 1-2 évszázadra tegyük.

## Harangjai
A templom két tornyában egy-egy harang található. Mindkét harangot Walser Ferenc (1827–1901) öntötte Pesten, tehát régebbiek, mint az épület maga. Valószínűleg a mai templom elődjének számító kápolnából maradtak meg.